# Мариньо Шагас
Франси́ско дас Ша́гас Мари́ньо́ (порт. Francisco das Chagas Marinho; 8 февраля 1952, Натал — 1 июня 2014) — бразильский футболист, левый защитник.

## Карьера

### В сборной
В сборной Бразилии Мариньо Шагас дебютировал 25 июня 1973 года в товарищеском матче со сборной Швеции, завершившимся со счётом 0:1. В составе сборной Мариньо Шагас принял участие в чемпионате мира 1974 года. Своё последнее выступление за сборную Мариньо Шагас провёл в товарищеском матче против сборной Югославии 26 июня 1977 года, тот матч завершился ничьей со счётом 0:0. Всего же за сборную Мариньо Шагас сыграл 27 официальных матчей в которых забил 4 гола. Также Мариньо Шагас сыграл за сборную 10 неофициальных матчей.
| №  | Дата            | Соперник     | Счёт | Голы | Турнир                           |
| 1  | 25 июня 1973    | Швеция       | 0:1  | -    | Товарищеский матч                |
| 2  | 7 апреля 1974   | Чехословакия | 1:0  | 1    | Товарищеский матч                |
| 3  | 14 апреля 1974  | Болгария     | 1:0  | -    | Товарищеский матч                |
| 4  | 17 апреля 1974  | Румыния      | 2:0  | -    | Товарищеский матч                |
| 5  | 21 апреля 1974  | Гаити        | 4:0  | 1    | Товарищеский матч                |
| 6  | 28 апреля 1974  | Греция       | 0:0  | -    | Товарищеский матч                |
| 7  | 1 мая 1974      | Австрия      | 0:0  | -    | Товарищеский матч                |
| 8  | 5 мая 1974      | Ирландия     | 2:1  | -    | Товарищеский матч                |
| 9  | 12 мая 1974     | Парагвай     | 2:0  | -    | Товарищеский матч                |
| 10 | 13 июня 1974    | Югославия    | 0:0  | -    | Чемпионат мира 1974              |
| 11 | 18 июня 1974    | Шотландия    | 0:0  | -    | Чемпионат мира 1974              |
| 12 | 22 июня 1974    | Заир         | 3:0  | -    | Чемпионат мира 1974              |
| 13 | 26 июня 1974    | ГДР          | 1:0  | -    | Чемпионат мира 1974              |
| 14 | 30 июня 1974    | Аргентина    | 2:1  | -    | Чемпионат мира 1974              |
| 15 | 3 июля 1974     | Нидерланды   | 0:2  | -    | Чемпионат мира 1974              |
| 16 | 6 июля 1974     | Польша       | 0:1  | -    | Чемпионат мира 1974              |
| 17 | 25 февраля 1976 | Уругвай      | 2:1  | -    | Кубок Атлантики/Кубок Рио-Бранко |
| 18 | 27 февраля 1976 | Аргентина    | 2:1  | -    | Кубок Атлантики/Кубок Рока       |
| 19 | 23 мая 1976     | Англия       | 1:0  | -    | Кубок двухсотлетия США           |
| 20 | 1 декабря 1976  | СССР         | 2:0  | -    | Товарищеский матч                |
| 21 | 23 января 1977  | Болгария     | 1:0  | -    | Товарищеский матч                |
| 22 | 9 марта 1977    | Колумбия     | 6:0  | 2    | Отборочный матч к ЧМ 1978        |
| 23 | 13 марта 1977   | Парагвай     | 1:0  | -    | Отборочный матч к ЧМ 1978        |
| 24 | 20 марта 1977   | Парагвай     | 1:1  | -    | Отборочный матч к ЧМ 1978        |
| 25 | 19 июня 1977    | Польша       | 3:1  | -    | Товарищеский матч                |
| 26 | 23 июня 1977    | Шотландия    | 2:0  | -    | Товарищеский матч                |
| 27 | 26 июня 1977    | Югославия    | 0:0  | -    | Товарищеский матч                |

Итого: 27 матчей / 4 гола; 18 побед, 6 ничьих, 3 поражения.
| №  | Дата            | Соперник                             | Счёт | Голы | Турнир                 |
| 1  | 19 декабря 1973 | Сборная легионеров                   | 2:1  | -    | Товарищеский матч      |
| 2  | 26 мая 1974     | Сборная юго-запада ФРГ               | 3:2  | -    | Товарищеский матч      |
| 3  | 30 мая 1974     | Страсбур                             | 1:1  | -    | Товарищеский матч      |
| 4  | 21 февраля 1976 | Сборная Федерального Округа Бразилии | 1:0  | -    | Товарищеский матч      |
| 5  | 28 мая 1976     | Сборная американской лиги            | 2:0  | -    | Кубок двухсотлетия США |
| 6  | 25 января 1977  | Сборная штата Сан-Паулу              | 2:0  | -    | Товарищеский матч      |
| 7  | 30 января 1977  | Сборная Фламенго и Флуминенсе        | 1:1  | -    | Товарищеский матч      |
| 8  | 6 февраля 1977  | Мильонариос                          | 2:0  | -    | Товарищеский матч      |
| 9  | 3 марта 1977    | Сборная Васко да Гама и Ботафого     | 6:1  | -    | Товарищеский матч      |
| 10 | 16 июня 1977    | Сборная штата Сан-Паулу              | 1:1  | -    | Товарищеский матч      |

Итого: 10 матчей; 7 побед, 3 ничьих.

## Достижения

### Командные
«АБС»
- Чемпион штата Риу-Гранди-ду-Норти: 1970

 «Наутико Ресифи»
- Серебряный призёр чемпионата штата Пернамбуку: 1972

 «Ботафого»
- Серебряный призёр чемпионата Бразилии: 1972
- Серебряный призёр чемпионата штата Рио-де-Жанейро: 1975

 «Форт-Лодердейл Страйкерс»
- Серебряный призёр чемпионата NASL: 1980

 «Сан-Паулу»
- Серебряный призёр чемпионата Бразилии: 1981
- Чемпион штата Сан-Паулу: 1981
- Серебряный призёр чемпионата штата Сан-Паулу (2): 1982, 1983

### Личные
- Обладатель «Серебряного мяча» Бразилии (3): 1972, 1973, 1981